# Bergtjärnen (Mörsils socken, Jämtland, 702099-138825)
Bergtjärnen är en sjö i Åre kommun i Jämtland och ingår i Indalsälvens huvudavrinningsområde. Sjön har en area på 0,0665 kvadratkilometer och ligger 505,4 meter över havet. Bergtjärnen ligger i Fiskhusberget Natura 2000-område.

## Delavrinningsområde
Bergtjärnen ingår i det delavrinningsområde (701958-138724) som SMHI kallar för Mynnar i Gisterån. Medelhöjden är 534 meter över havet och ytan är 13,04 kvadratkilometer. Det finns inga avrinningsområden uppströms utan avrinningsområdet är högsta punkten. Vattendraget som avvattnar avrinningsområdet har biflödesordning 3, vilket innebär att vattnet flödar genom totalt 3 vattendrag innan det når havet efter 288 kilometer. Avrinningsområdet består mestadels av skog (81 procent). Avrinningsområdet har 0,67 kvadratkilometer vattenytor vilket ger det en sjöprocent på 5,2 procent.